# Papustyla
Papustyla é um género de gastrópode  da família Camaenidae.
Este género contém as seguintes espécies:
- Papustyla chancei
- Papustyla chapmani
- Papustyla fergusoni
- Papustyla lilium
- Papustyla novaepommeraniae
- Papustyla pulcherrima
- Papustyla xanthochila